# Station Troszyn
Station Troszyn is een spoorwegstation in de Poolse plaats Troszyn.